# Williams (cràter)
Williams és el romanent d'un cràter d'impacte que es troba a sud del prominent cràter Hercules, a la part nord-est de la Lluna. La vora sud limita amb el Lacus Somniorum, una petita mare lunar que s'estén a sud i a l'oest. A el sud-oest es troba el cràter de vora esmolada Grove.

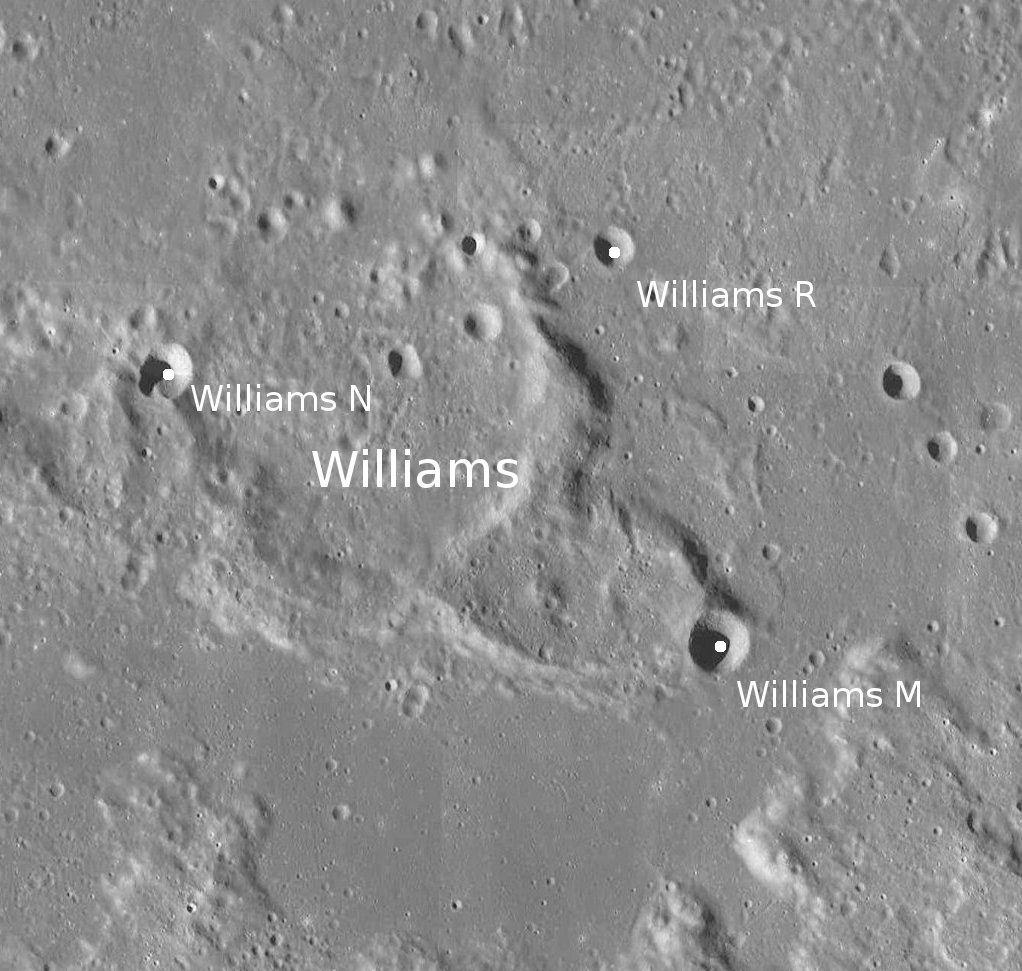
Rodalies de Williams (imatge del LRO)
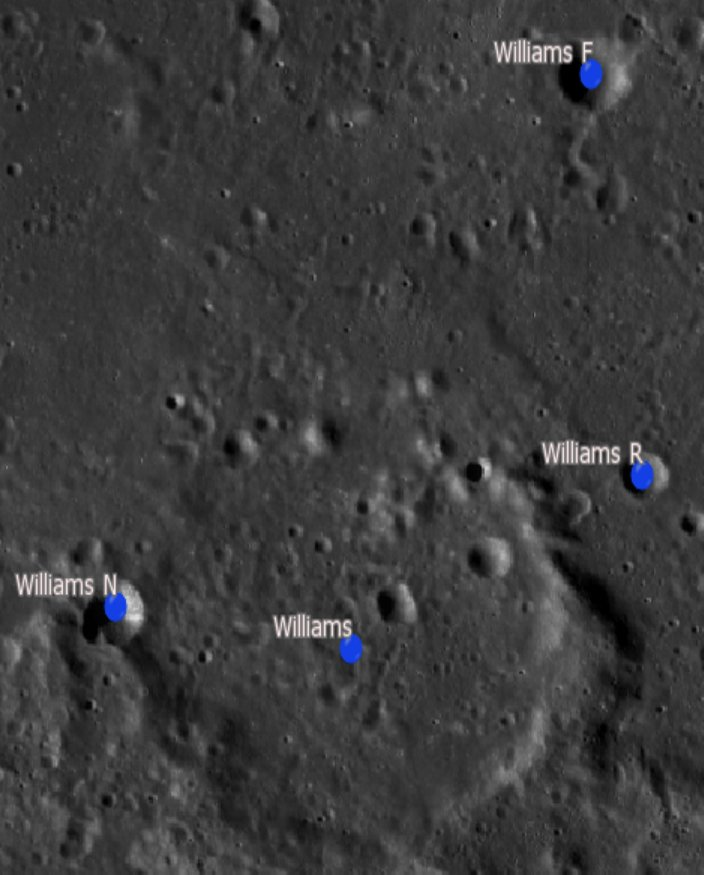
Cràters satèl·lits

Queden poques restes del cràter original, a part d'una cresta baixa corba. El contorn ha estat gairebé totalment destruït a la cara nord-oest, deixant només unes quantes crestes a la superfície. La resta forma una ferradura irregular, amb la part occidental unida a una sèrie de crestes que condueixen a l'oest. El sòl interior ha ressorgit per l'efecte de fluxos de lava basàltica, formant una superfície plana, gairebé sense trets distintius, marcada tan sols per un parell de petits cràters prop de la vora nord-est.

## Cràters satèl·lits
Per convenció aquests elements són identificats en els mapes lunars posant la lletra en el costat del punt central del cràter que està més proper a Williams.
| Williams | Coordenades                          | Diàmetre |
| -------- | ------------------------------------ | -------- |
| F        | 43° 30′ N, 38° 12′ E / 43.5°N,38.2°E | 7 km     |
| M        | 41° 12′ N, 38° 48′ E / 41.2°N,38.8°E | 5 km     |
| N        | 42° 06′ N, 36° 18′ E / 42.1°N,36.3°E | 5 km     |
| R        | 42° 30′ N, 38° 18′ E / 42.5°N,38.3°E | 4 km     |